# Wahlkreis Buda I
Der Wahlkreis Buda I war ein Wahlkreis im Komitat Pest-Pilis-Solt für die Wahlen des Abgeordnetenhauses im Ungarischen Reichstag (bis 1867 Landtag genannt).

## Beschreibung
Der Wahlkreis war einer von 21 Wahlkreisen des Pest-Pilis-Solt. Als einer von zwei Wahlkreisen des Stadtteils Buda von Budapest umfasste er größtenteils das Burgviertel bzw. den heutigen I. Budapester Bezirk. Vor der Entstehung von Budapest im Jahr 1873 war er einer der beiden Wahlkreise der eigenständigen Stadt Buda. Im Zuge der Komitatsreform 1876 wurden auch die Wahlkreise des Königreichs Ungarn reformiert. Der Wahlkreis Buda I wurde aufgelöst und zu den Wahlen 1878 in den Wahlkreis Budapest I umgegliedert.

## Abgeordnete
Folgende Abgeordnete wurden bei den Wahlen im Wahlkreis Buda I gewählt:
| Name                                            | Partei                            | Wahl   | Amtszeit                             |
| ----------------------------------------------- | --------------------------------- | ------ | ------------------------------------ |
| Mór Perczel                                     | –                                 | 1848   | 6. Juli 1848 – 13. August 1848       |
| József Eötvös                                   | Felirati Párt (Adress-Partei)     | 1861   | 6. April 1861 – 22. August 1861      |
| József Eötvös                                   | Deák Párt (Deák-Partei)           | 1865   | 14. Dezember 1865 – 9. Dezember 1868 |
| József Eötvös                                   | Deák Párt (Deák-Partei)           | 1869   | 22. April 1869 – 2. Februar 1871 (†) |
| Tivadar Pauler                                  | Deák Párt (Deák-Partei)           | 1871 1 | 17. April 1871 – 15. April 1872      |
| Tivadar Pauler                                  | Deák Párt (Deák-Partei)           | 1872   | 3. September 1872 – 24. Mai 1875     |
| Tivadar Pauler                                  | Szabadelvű Párt (Liberale Partei) | 1875   | 30. August 1875 – 29. Juni 1878      |
| 1 Nachwahl aufgrund des Todes von József Eötvös |                                   |        |                                      |